# 長谷川務 (陸軍軍人)
長谷川 務（はせがわ つとむ、1896年（明治29年）2月6日 - 1953年（昭和28年）11月）は、大日本帝国陸軍軍人。最終階級は陸軍少将。兵科は歩兵科。

## 経歴
1896年（明治29年）に静岡県で生まれた。陸軍士官学校第28期卒業。1941年（昭和16年）3月1日に陸軍大佐に進級し、10月15日に歩兵第221連隊長（北支那方面軍・第35師団・第35歩兵団）に着任。日中戦争に出動し、開封に駐屯した。
1944年（昭和19年）3月に東京陸軍幼年学校長に転じ、1945年（昭和20年）6月10日に陸軍少将に進級した。終戦後の8月31日に東海憲兵隊司令官に就任した。
1947年（昭和22年）11月28日、公職追放仮指定を受けた。